# 斯基博 (明尼蘇達州)
斯基博（英語：Skibo）是位於美國明尼蘇達州聖路易斯縣巴西特鎮區的一個非建制地區。

## 歷史
斯基博的郵局於1902年成立，其後於1919年停運。此地得名自位於苏格兰的斯基博城堡。

## 地理
斯基博所處的海拔為高於海平面483米（即1585英呎），而該地所採用的時區為UTC-6，即北美中部時區（CST）。同時該地設有夏令時間，為UTC-6調快一小時，即UTC-5（CDT）。